# Longwood House

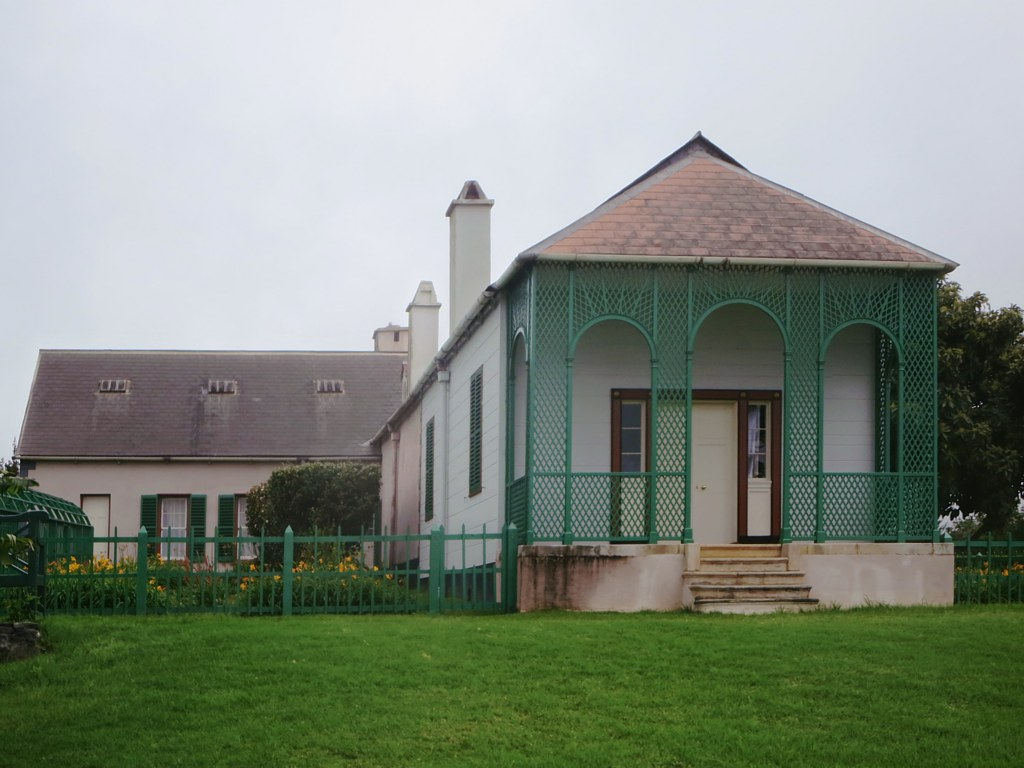
Dom Napoleona w 2014 roku

Longwood House – niewielka posiadłość na Wyspie Świętej Heleny. Miejsce zamieszkania Napoleona Bonaparte przez ostatnie lata jego życia, w czasie zesłania na wyspie aż do śmierci 5 maja 1821 r. Dom był dawną letnią rezydencją gubernatora.